# U.S. Route 40
U.S. Route 40 (ou U.S. Highway 40) é uma autoestrada dos Estados Unidos.
Faz a ligação do Oeste para o Este. A U.S. Route 40 foi construída em 1926 e tem 2 054 milhas (3 306 km).

## Principais ligações
Interstate 25 em Denver

 Interstate 135 em Salina

 Interstate 35 em Kansas City

 Interstate 55/Interstate 64 em St. Louis

 Interstate 65 em Indianapolis

 Interstate 75 perto de Dayton

 Interstate 71 em Columbus

 Interstate 95 em BaltimoreVentnor Ave in Atlantic City